# Erynnis pacuvius
Erynnis pacuvius là một loài bướm ngày thuộc họ Bướm nhảy. Loài này được tìm thấy ở hầu hết miền tây Hoa Kỳ và miền nam British Columbia.
Sải cánh dài 29–33 mm. Ấu trùng ăn Ceanothus spp.